# Castello di Akçakoca
Il castello di Akçakoca, noto anche come castello genovese (in turco Ceneviz Kalesi), è un castello costruito su una rupe situata tra due baie, a 2,5 chilometri a ovest di Akçakoca, in provincia di Düzce, in Turchia. A sud del castello, nelle direzioni est e ovest, un'alta torre si erge al centro delle mura e una cisterna d'acqua è presente nel cortile interno. I mattoni e la malta utilizzati nel castello presentano analogie con i mattoni e la malta utilizzati in altri castelli genovesi.
Il castello genovese e i suoi dintorni sono testimonianza di diverse civilizzazioni che si sono succedute: il periodo ellenistico, il romano e quello bizantino. È stato inerito come sito archeologico e naturale con la decisione del Consiglio per la conservazione del patrimonio culturale e naturale di Ankara ed è inserito nella lista dei Siti candidati del patrimonio mondiale dell'UNESCO con il  progetto "Stazioni commerciali e fortificazioni sulle rotte commerciali genovesi dal Mediterraneo al Mar Nero".